# Leptacrydium guineense
Leptacrydium guineense är en insektsart som beskrevs av Günther, K. 1979. Leptacrydium guineense ingår i släktet Leptacrydium och familjen torngräshoppor. Inga underarter finns listade i Catalogue of Life.